# Jérôme Bignon

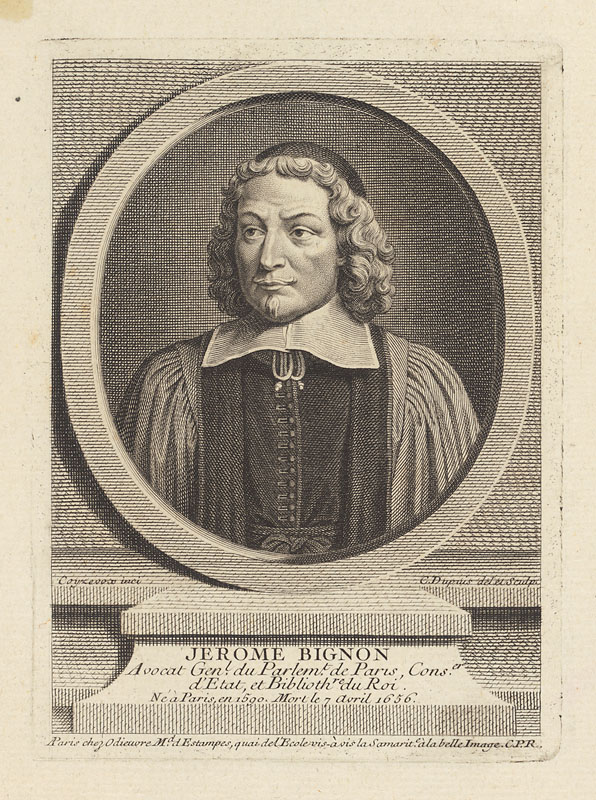
Jérôme Bignon

Jérôme Bignon (* 24. August 1589 in Paris; † 7. April 1656 ebenda) war ein französischer Jurist, Historiker und Gelehrter. Er ist nicht zu verwechseln mit  Sohn (1627–1697) und Enkel (1658–1725) gleichen Namens, beide ebenfalls Juristen.

## Leben und Werk
Jérôme Bignon, Sohn eines Pariser Anwalts, wuchs als gelehrtes Wunderkind auf, das bereits mit 10 Jahren veröffentlichte und mit 14 Jahren eine Abhandlung über die Papstwahl vorlegte. Er studierte Rechtswissenschaft in Orléans und wurde Anwalt wie sein Vater. Er kam früh mit dem Hof in Kontakt und legte 1610 eine gelehrte Schrift über den Vorrang des französischen Königtums vor. Kurzzeitig war er zweiter Hauslehrer des Dauphins.
Berühmt wurde er 1613 in Gelehrtenkreisen mit seiner erstmaligen Ausgabe der Formelsammlung des Markulf, die ihm den Ruf eines französischen Varro einbrachte. Lorenzo Pignoria (1571–1631) schrieb ihm, er habe eine bleierne Materie in Gold verwandelt. 1615 unternahm er eine Italienreise, die ihn über Nancy, Straßburg, Basel, Mailand (wo er mit Karl Borromäus zusammentraf), Venedig, Ravenna und Loretto nach Rom und Neapel führte. Er lernte in Venedig Paolo Sarpi kennen und in Rom Scipione Cobelluzzi (1564–1626) sowie Girolamo Aleandro (1574–1629), der ihn 1625 in Paris besuchte.
Von der Reise zurück, widmete er sich seinem Anwaltsberuf, wurde 1620 Generalanwalt im Großen Rat, 1625 Generalanwalt im Parlement und 1643 Bibliothekar des Königs. In gelehrten Angelegenheiten waren Grotius, Peiresc und Nicolas Rigault (1577–1654) seine bevorzugten Ansprechpartner, doch erschienen keine weiteren Werke mehr. Sein Ruf blieb aber unangetastet. Sein Grabmal (durch Michel Anguier und François Girardon) befindet sich in der Kirche Saint-Nicolas-du-Chardonnet.
Jérôme Bignon war der Großvater von Jean-Paul Bignon.

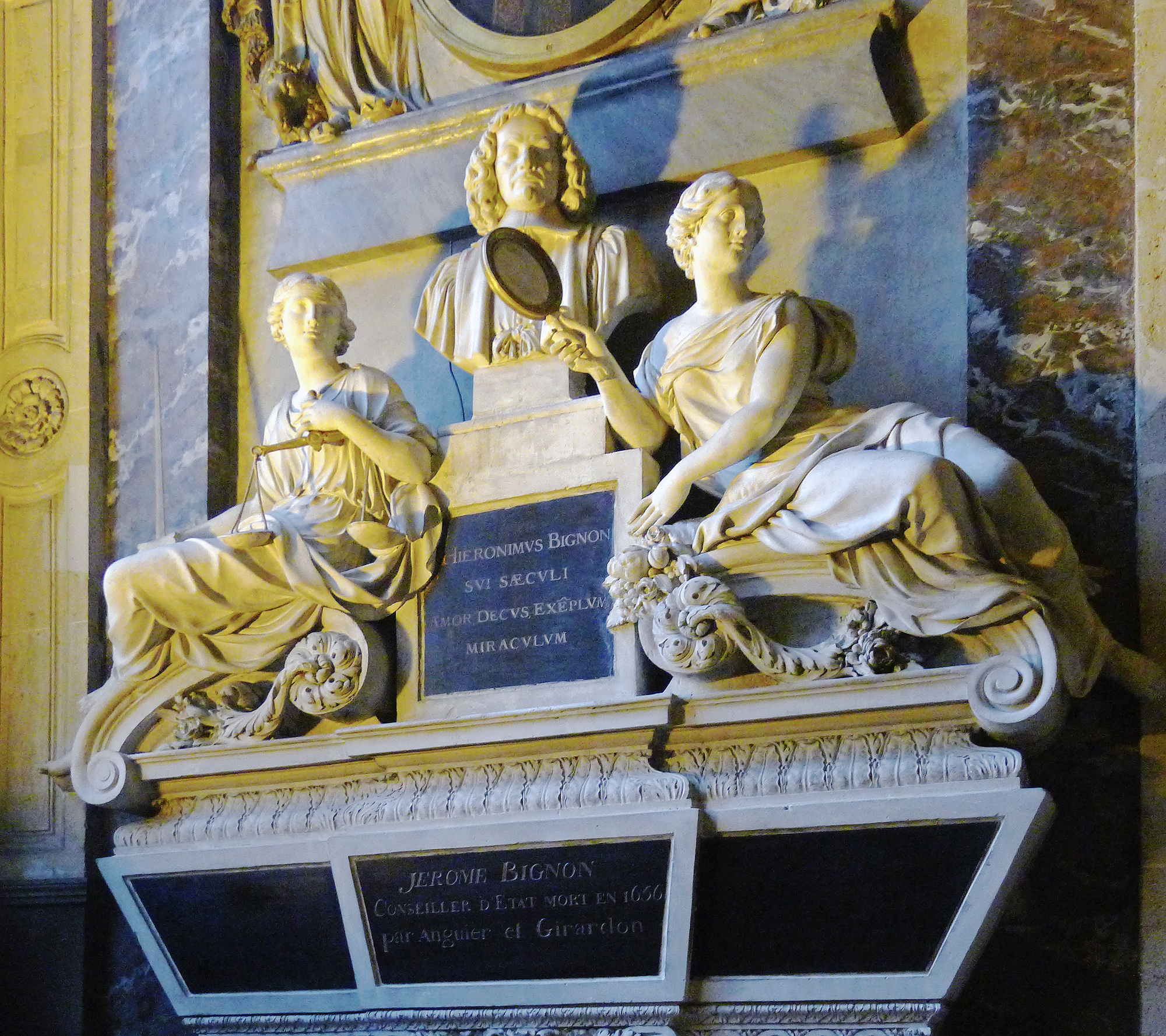
Grabmal in der Kirche Saint-Nicolas-du-Chardonnet

## Werke (Auswahl)
- De l’Excellence des rois et du royaume de France. Traitant de la préséance, premier rang et prérogatives des rois de France par-dessus les autres, et des causes d’icelles. H. Drouart, Paris 1610.
- Marculfi monachi Formularum libri duo. Item veteres formulae incerti auctoris... Hyeronymus Bignonius nunc primum edidit et notis illustravit. H. Drouart, Paris 1613, 1635.
  - Marculfi monachi aliorumque auctorum formulae veteres, editae ab... Hieronymo Bignonio,... Accessit Liber legis salicae, olim editus a... Francisco Pithaeo, nunc vero notis ejusdem... Bignonii illustratus, opera et studio theodorici Bignonii,... S. Cramoisy et S. Mabre-Cramoisy, Paris 1665.
- Cérémonial de l’élection des papes, dressé par le commandement du pape Grégoire XV, traduit en françois et le Traité de l’élection des papes, avec les bulles de Pie IV et Grégoire XV et son cérémonial en latin pour la parfaite intelligence de cette matière.   A. de Sommaville, Paris 1655.
  - Traité de l’élection du pape. Hrsg. M.  A.  Pécoul.  Jouby et Roger, Paris 1874.